# Mariasun Landa
Mariasun Landa Etxebeste, baskovska pisateljica, * 5. junij 1949, Errenteria, Baskija, Španija.
Večino svojih del je namenila otrokom in mladostnikom, piše pa tudi za odrasle. Njena dela so prevedena v več jezikov.Diplomirala je iz ocialnega dela. Nato se je preselila v Pariz, da bi se naučila francoščine.Nadaljevala je študij na Sorboni, kjer je diplomirala iz filozofije. Po vrnitvi se je posvečala počevanju v baskovskem jeziku. Več let je delala kot učiteljica, nato pa se je zaposlila kot profesorica literarne didaktike na Univerzi Baskovske dežele (UPV/EHU). Za svoja dela je prejela številne nagrade, med drugim tudi, kot prva baskovska avtorica, tudi špansko nacionalno nagrado za mladinsko književnost.

## Dela
V slovenščino so prevedena naslednja njena dela: Slon Ptičjesrčni (prevod: Barbara Pregelj,COBISS.SI-ID - 268548096), Krokodil pod posteljo (prevod: Barbara Pregelj, COBISS.SI-ID - 268548096), Ko so mačke tako same (prevod: Barbara Pregelj, COBISS.SI-ID - 266592768), Moja roka v tvoji (prevod: Marija Uršula Geršak, COBISS.SI-ID - 286458112). Krokodil pod posteljo
Zgodba govori o preprostem uradniku in njegovem življenju. Vse se zaplete, ko nekega dne pod posteljo zagleda krokodila, ki jé njegove čevlje. Krokodila se nikakor ne more znebiti. Ko o tem pripoveduje zdravniku in lekarnarju, se jima to zdi nekaj čisto običajnega. Kasneje ugotovi, da krokodila vidi samo on. Precej je obupan, saj ne ve, kaj naj stori. Pomiri ga šele sodelavka, ki mu pove, da ima tudi sama krokodila. Krokodil simbolizira različne težave, s katerimi se ljudje spopadamo.